# بیساید گاردنز (اورگن)
بیساید گاردنز (به انگلیسی: Bayside Gardens) یک منطقهٔ مسکونی در ایالات متحده آمریکا است که در شهرستان تیلاموک، اورگن واقع شده‌است. بیساید گاردنز ۸۸۰ نفر جمعیت دارد و ۱۱٫۸۹ متر بالاتر از سطح دریا واقع شده‌است.